# BioWare
A BioWare é uma desenvolvedora canadense de jogos eletrônicos para computadores sediada em Edmonton, Alberta. Foi fundada em fevereiro de 1995 por Ray Muzyka, Greg Zeschuk, Trent Oster, Brent Oster, Marcel Zeschuk e Augustine Yip, sendo desde 2007 uma subsidiária da Electronic Arts. Para além do estúdio em Edmonton, BioWare tem também um estúdio em Austin, Texas.

## História
A BioWare estabeleceu-se em Fevereiro de 1995 por Ray Muzyka, Greg Zeschuk, Trent Oster, Brent Oster, Marcel Zeschuk e Augustine Yip, graduados da escola médica da Universidade de Alberta. O primeiro jogo, Shattered Steel, foi publicado no ano seguinte, conquistando diversos prémios. Nos 10 anos seguintes, e ainda como companhia independente, BioWare lançou Baldur's Gate e expansões, MDK2, Neverwinter Nights, Star Wars: Knights of the Old Republic e Jade Empire. Estes títulos foram publicados pela Interplay através dos Black Isle Studios, da Infogrames, LucasArts e Microsoft Games.
Em 2005 a empresa assistiu a fusão com a Pandemic Studios, por investimento da Elevation Partners. Em 2007 o resultado da fusão foi comprado pela Electronic Arts, da qual a BioWare passou a fazer parte integrante, retendo, contudo a sua própria marca.
Em 2007 foi publicado o RPG de ficção científica Mass Effect, e no ano seguinte o jogo para Nintendo DS Sonic Chronicles: The Dark Brotherhood, primeira tentativa da empresa no ramo das consolas portáteis. No final do ano de 2009, a BioWare lançou o RPG de fantasia Dragon Age: Origins, e em janeiro de 2010 foi lançado o jogo Mass Effect 2 .Sendo considerado por muitos um dos melhores jogos de todos os tempos. Recentemente, a EA anunciou que a BioWare seria fundida com a Mythic Entertainment, para organizar todas as empresas desenvolvedoras de RPG em um único local. Em 2011, a BioWare lança a sequência do jogo de 2009 Dragon Age: Origins, com o nome Dragon Age II.
Atualmente, a BioWare está trabalhando em pelo menos três projetos. Star Wars: The Old Republic é o projeto mais antigo, sendo anunciado em 2008, e será um MMORPG baseado no mundo de Star Wars e na jogabilidade de Star Wars: Knights of the Old Republic, tendo parceria com a LucasArts. Ainda não tem uma data de lançamento definida, mas tem lançamento citado pela imprensa ainda no ano de 2011. O segundo projeto é o último lançamento da trilogia Mass Effect, Mass Effect 3, que foi primeiramente anunciado para ser lançado no final de 2011, porém foi lançado no inicio de 2012. Em relação ao outro projeto, não foram revelados detalhes até o momento.No dia 18 de Novembro de 2014, a empresa lançou a esperada sequência da saga Dragon Age, o chamado Dragon Age:Inquisition, que vem recebendo boas notas e críticas. Em março de 2017 foi lançado um novo Mass Effect chamado Mass Effect:Adromeda.
A companhia anunciou que estaria abrindo um escritório na Irlanda em 2011, responsável por atender a serviços de consumidores.

## Expansão
O crescimento da empresa resultou em dois novos estúdios abertos fora de Edmonton, local de fundação da empresa. O primeiro, localizado em Austin, Texas foi criado para o desenvolvimento do MMORPG, sob a chefia de Gordon Walton e Richard Vogel, veteranos do ramo. Este estúdio foi anunciado em 13 de Março de 2006, em conjunto com o projecto que viria a desenvolver. Em 2 de  Março de 2009, foi anunciada a criação do estúdio de Montreal, Quebec, para suporte dos projectos em andamento

## Motores de Jogo
A BioWare criou a Infinity Engine, que foi usada como o componente mais importante para o desenvolvimento de jogos de RPG em 2D baseados no universo de Dungeons & Dragons, como Baldur's Gate e Icewind Dale. Em 2002, a BioWare apresentou ao mundo a Aurora Engine.
A Aurora Engine é um motor de jogo para jogos em 3D, sucessora à Infinity Engine, que reproduzia apenas gráficos em 2D. Esse motor de jogo permite a reprodução de sombras e luz em tempo real, assim como a reprodução de Som Surround. O primeiro jogo lançado com a Aurora Engine foi Neverwinter Nights, e incluiu o Aurora toolset, que permitia ao usuário criar seu próprio conteúdo para o jogo.
A sequência, Neverwinter Nights 2, desenvolvida pela Obsidian Entertainment, apresenta uma versão atualizada, chamada Electron Engine. Star Wars: Knights of the Old Republic e Star Wars: Knights of the Old Republic II: The Sith Lords (da Obsidian Entertainment) usam uma versão atualizada da Aurora Engine, chamada Odyssey Engine.
Em Mass Effect, lançado em 2007, a BioWare usou pela primeira vez uma engine terceirizada: a Unreal Engine 3, que pertence à Epic Games. No ano seguinte, apresentou um novo motor, a Eclipse Engine, para o jogo Dragon Age: Origins. Apesar disso, continuou usando a Unreal Engine 3 em Mass Effect 2 nas versões de PC e Xbox 360. Contudo, na versão de Playstation 3, por ter sido lançado um ano depois, a BioWare usou o motor que será usado em Mass Effect 3, fazendo com que esta versão saísse superior em alguns termos.
Com o desenvolvimento de Dragon Age II, lançado em março de 2011, a BioWare apresentou uma versão atualizada da Eclipe Engine, chamada Lycium Engine. Apesar disso, em Star Wars: The Old Republic será usado um motor terceirizado, chamado HeroEngine, da empresa Simutronics, que é um motor feito especialmente para jogos maciços (MMOs).

## Jogos
| Ano  | Título                                 | Plataforma(s)                                                       |
| ---- | -------------------------------------- | ------------------------------------------------------------------- |
| 1996 | Shattered Steel                        | DOS, Microsoft Windows                                              |
| 1998 | Baldur's Gate                          | Microsoft Windows                                                   |
| 2000 | MDK2                                   | Microsoft Windows, Dreamcast                                        |
| 2000 | Baldur's Gate II: Shadows of Amn       | Microsoft Windows                                                   |
| 2002 | Neverwinter Nights                     | Microsoft Windows                                                   |
| 2003 | Star Wars: Knights of the Old Republic | Microsoft Windows, Xbox                                             |
| 2005 | Jade Empire                            | Microsoft Windows, Xbox                                             |
| 2007 | Mass Effect                            | Microsoft Windows, Xbox 360                                         |
| 2008 | Sonic Chronicles: The Dark Brotherhood | Nintendo DS                                                         |
| 2009 | Mass Effect Galaxy                     | iOS                                                                 |
| 2009 | Dragon Age: Origins                    | Mac OS X, Microsoft Windows, PlayStation 3, Xbox 360                |
| 2010 | Mass Effect 2                          | Microsoft Windows, Xbox 360                                         |
| 2011 | Dragon Age II                          | Mac OS X, Microsoft Windows, PlayStation 3, Xbox 360                |
| 2011 | Star Wars: The Old Republic            | Microsoft Windows                                                   |
| 2012 | Mass Effect 3                          | Microsoft Windows, PlayStation 3, Wii U, Xbox 360                   |
| 2014 | Dragon Age: Inquisition                | Microsoft Windows, PlayStation 3, PlayStation 4, Xbox 360, Xbox One |
| 2017 | Mass Effect: Andromeda                 | Microsoft Windows, PlayStation 4, Xbox One                          |
| 2019 | Anthem                                 | Microsoft Windows, PlayStation 4, Xbox One                          |